# Isidorea pungens
Isidorea pungens là một loài thực vật có hoa trong họ Thiến thảo. Loài này được (Lam.) B.L.Rob. mô tả khoa học đầu tiên năm 1910.